# Bungin Campang
Bungin Campang is een bestuurslaag in het regentschap Ogan Komering Ulu Selatan van de provincie Zuid-Sumatra, Indonesië. Bungin Campang telt 2007 inwoners (volkstelling 2010).